# Машин, Михаил Борисович
Михаил Борисович Машин (4 июня 1948 — 29 января 2016, Волжский, Волгоградская область, Российская Федерация) — советский и российский тренер по баскетболу, заслуженный тренер России.

## Биография
Окончил вечернее отделение института городского хозяйства, занимался баскетболом у Анатолия Евгеньевича Стоянова. После службы в Советской армии начал работать тренером в детско-юношеской баскетбольной школе. Его воспитанница  Вера Шарапина входила в состав юниорской сборной Советского Союза, а Андрей Цыпачёв стал мастером спорта России международного класса. 
Так в 1985 г. начал с пятилетнего возраста готовить основу для создания собственной баскетбольной школы Волжского. Благодаря его работе в Волжском в 1994 г. была создана профессиональная баскетбольная команда, которая успешно выступала на областном и федеральном уровне. Воспитанники тренера играли за ведущие клубы России, принимая участие в чемпионатах Европы и мира. В 2005 г. его ученики завоевали для города место в высшей лиге чемпионата России в составе баскетбольного клуба «Волжанин», основанного в 2001 году.
4 июня 2017 года у входа в здание баскетбольного клуба «Волжанин» на улице Сталинградской, 6 была установлена мемориальная доска.